# Успенська вулиця (Чернігів)
Успенська вулиця — вулиця в Новозаводському районі міста Чернігова, історично склалася місцевість (район) Лісковиця. Пролягає від вулиці Олександра Довженка до провулка Гаєвий.
Прилягають вулиці Лесковицька, Гайова.

## Історія
Успенську вулицю проклали на початку ХІХ століття. 1927 року Успенська вулиця перейменована на Південну вулицю. У жовтні 1980 року Південну вулицю перейменовано на вулицю Антонова-Овсієнка — на честь російського революціонера, радянського партійно-державного та військового діяча Володимира Антонова-Овсієнка.
24 грудня 2015 року вулиці повернули історичну назву — на честь Успенського собору, до якого веде вулиця, за Розпорядженням міського голови Владислава Атрошенка Чернігівської міської ради № 308-р «Про перейменування вулиць міста».
30 червня 2022 року було ліквідовано дитсадок № 61 (будинок № 15), за Рішенням Чернігівської міської ради № 18/VIII-5 («Про ліквідацію Чернігівського дошкільного навчального закладу № 61 Чернігівської міської ради Чернігівської області»).

## Забудова
Вулиця пролягає у південному напрямку — до озера Млиновище. Вулиця розташована у заплаві річки Десна. Парна та непарна сторони вулиці зайняті садибною забудовою.
Установи:
1. будинок № 15 — колишній дитсадок № 61

Пам'ятники історії місцевого значення:
1. будинок № 34 — Будинок, де жив художник Андрій Петусь (1944—1958) (будинок 1880-х років)
2. будинок № 52 — Будинок, де жив і творив прозаїк і поет Микола Вербицький (будинок середини ХІХ століття, реконструкція 1993)

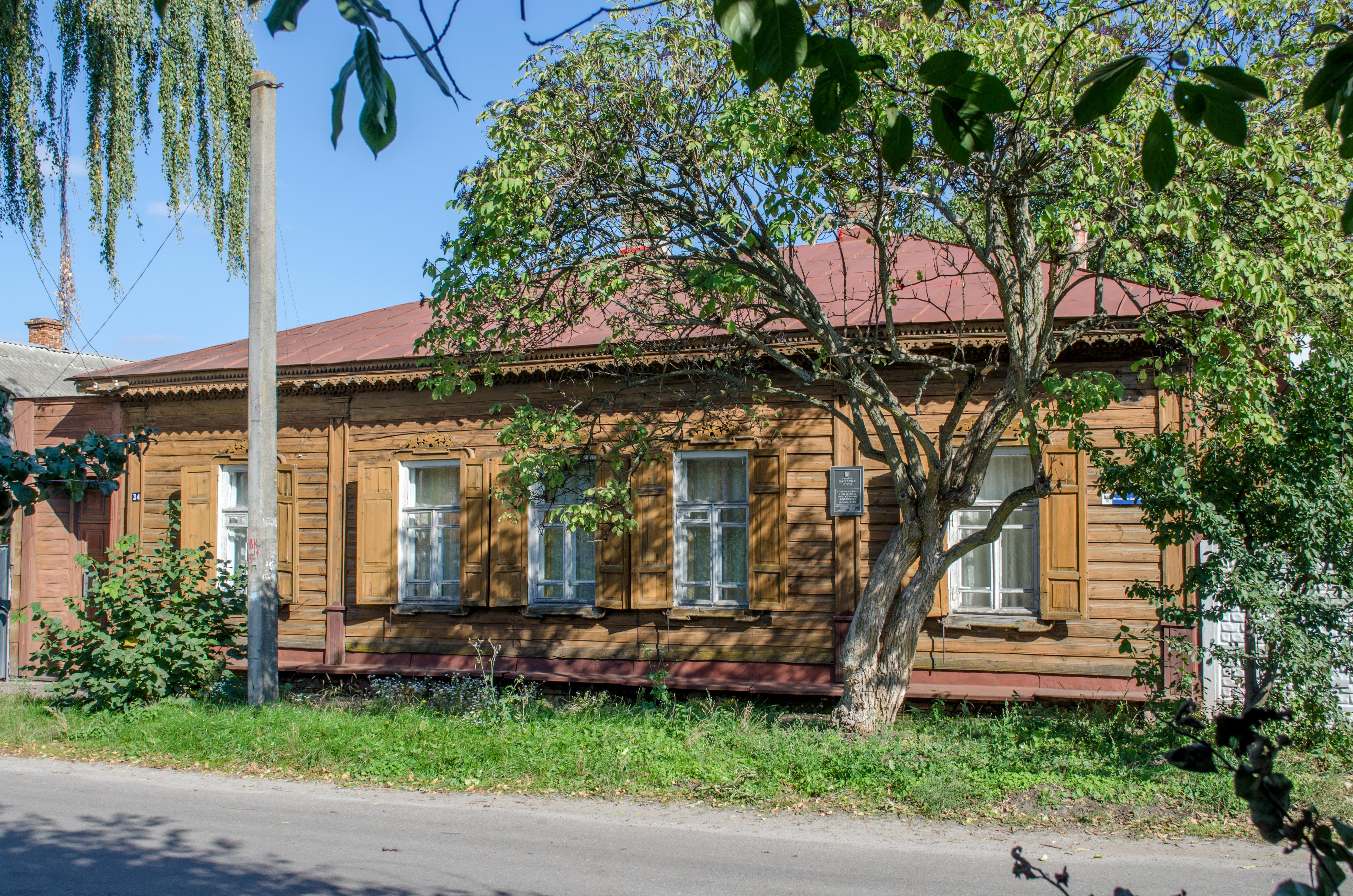
Будинок №34 (в якому жив Андрій Петусь)
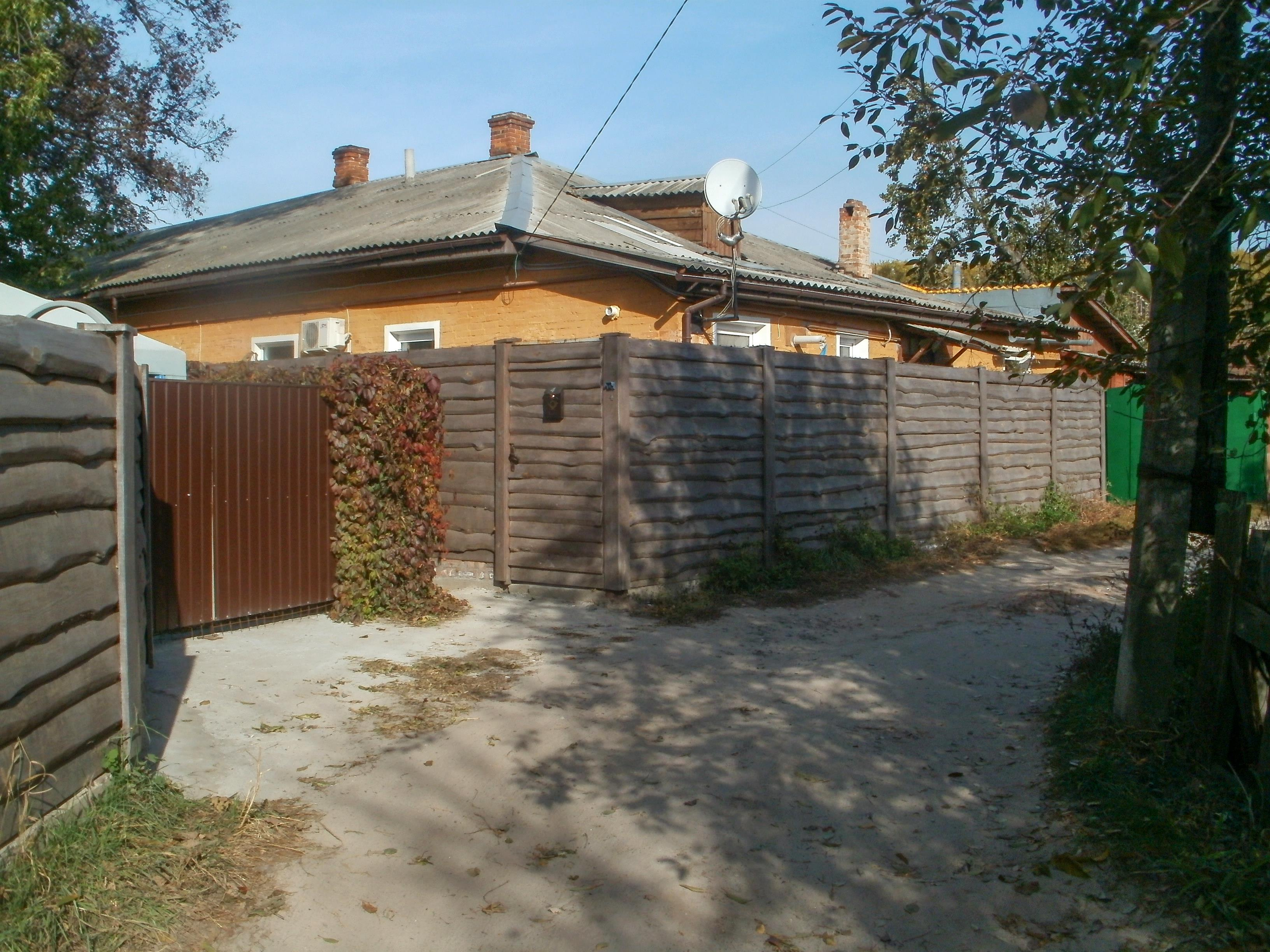
Будинок №52 (в якому жив Микола Вербицький)

Є ряд рядових історичних будівель, що не є пам'ятками архітектури чи історії: 13 садибних будинків.
Меморіальні дошки:
1. будинок № 52 — прозаїку та поету Миколі Вербицькому — барельєф — на будинку, де він жив.